# Lijst van burgemeesters van Petten
Dit is een lijst van burgemeesters van de voormalige Nederlandse gemeente Petten tot die gemeente in 1929 opging in de gemeente Zijpe.
| Ambtsperiode | Naam burgemeester                    | Partij of stroming | Bijzonderheden                                                            |
| ------------ | ------------------------------------ | ------------------ | ------------------------------------------------------------------------- |
| 18?? - 1842  | Pieter (P.) Langedijk (ca.1777-1842) |                    | in 1817 vermeld als schout en secretaris in 1836 vermeld als burgemeester |
| 1843 - 1857  | Teunis van Asperen                   |                    |                                                                           |
| 1857 - 1875  | C.J. Bollee                          |                    |                                                                           |
| 1875 - 1917  | Arie (A.) Eriks Kz.                  |                    |                                                                           |
| 1917 - 1929  | Hendrik Simon Eriks                  |                    |                                                                           |